# Oppitz (Königswartha)

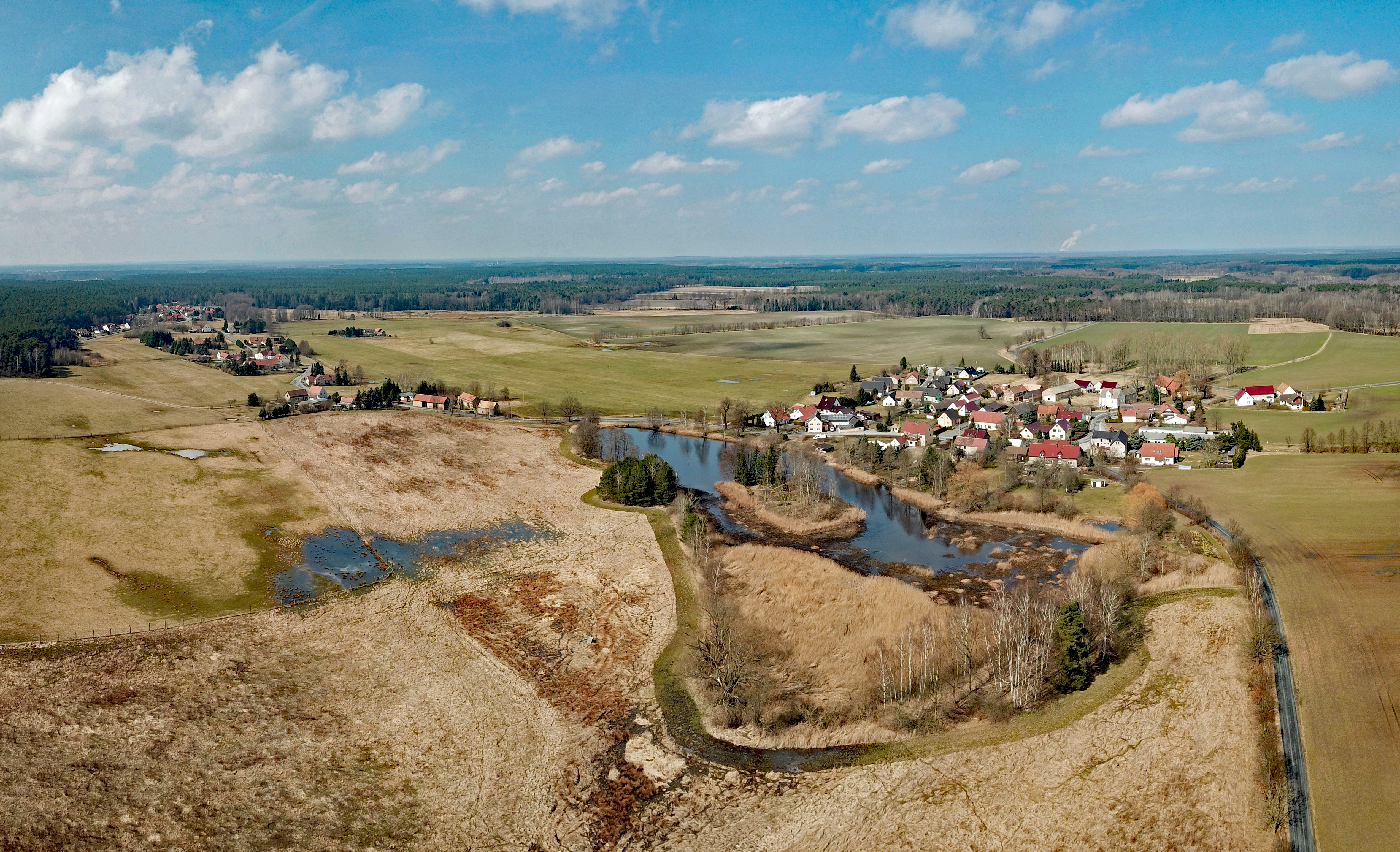
Neu-Oppitz und Oppitz aus der Luft

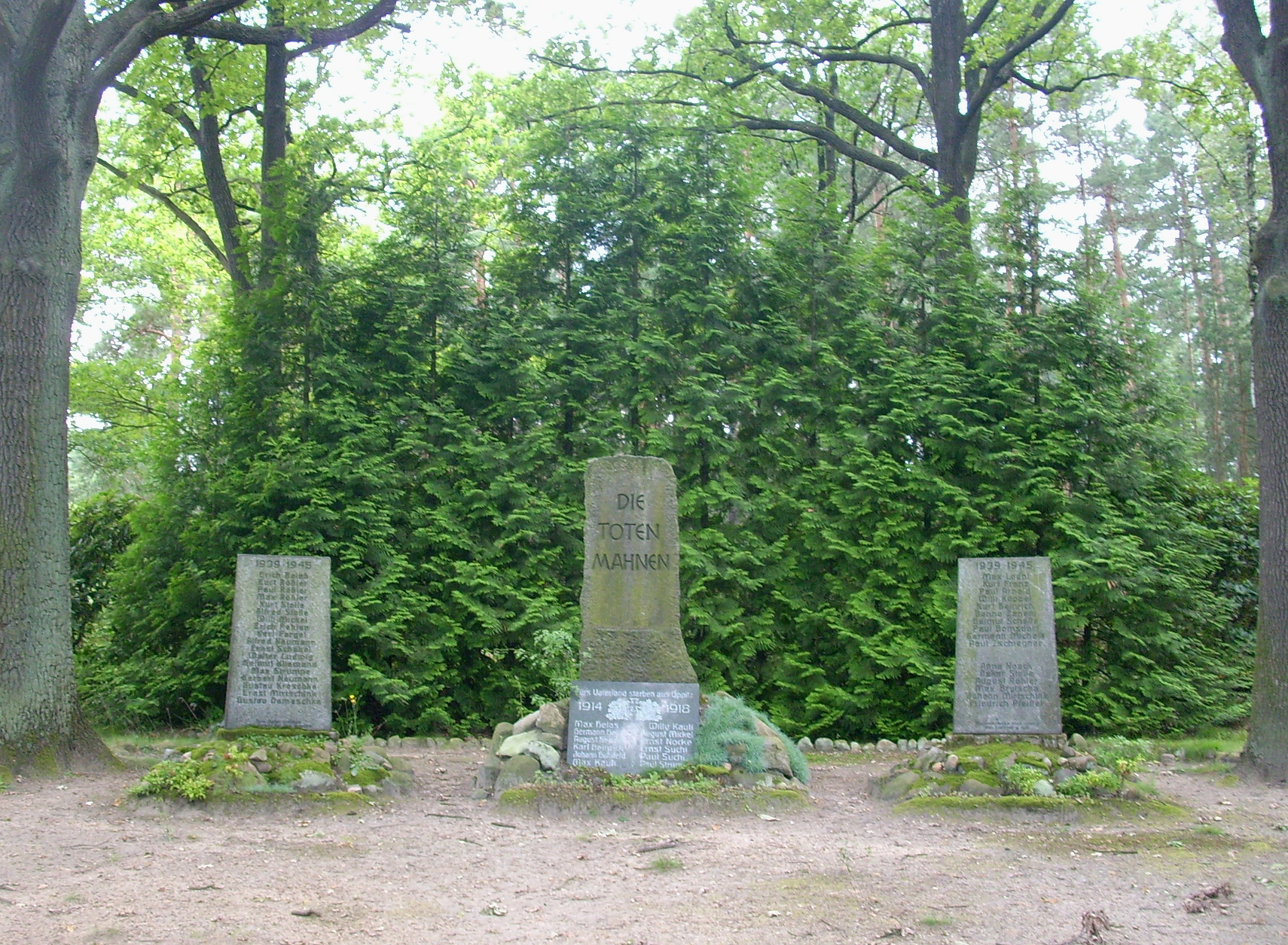
Kriegerdenkmale auf dem Hahnenberg

Oppitz, obersorbisch Psowje, ist ein Ort im ostsächsischen Landkreis Bautzen und gehört seit 1994 zur Gemeinde Königswartha. Der Ort liegt in der Oberlausitz und zählt zum sorbischen Siedlungsgebiet. Im Dezember 2022 hatte der Ortsteil 202 Einwohner.

## Geografie
Der östlichste Ortsteil von Königswartha befindet sich etwa 14 Kilometer nördlich der Großen Kreisstadt Bautzen und sechs Kilometer östlich des Gemeindezentrums in der Oberlausitzer Heide- und Teichlandschaft. Oppitz liegt an einem Zufluss der Kleinen Spree und ist im Süden, Westen und Norden von Waldflächen sowie einigen Fischteichen umgeben. Südwestlich des Ortskerns bildet der 199 m hohe Hahnenberg (Kaponica) die einzige nennenswerte Erhebung der Gegend.
Oppitz ist ein sogenanntes Sackgassendorf in rundlingsähnlicher Form. An der Straße nach Königswartha befindet sich der Ortsteil Neuoppitz (Njeradk) sowie einige einzelne Gehöfte. Die Nachbarorte sind Hermsdorf/Spree (Gemeinde Lohsa) im Norden, Lippitsch (Gemeinde Radibor) im Nordosten, Milkel im Osten, Droben im Südosten und Johnsdorf im Westen.

## Geschichte

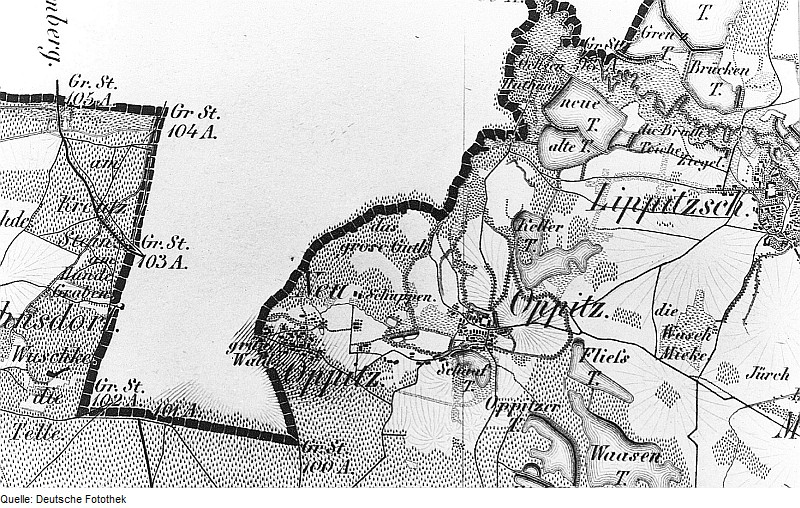
Karte mit sächsisch-preußischem Grenzverlauf

Der Ort wurde vermutlich im 13. Jahrhundert von den Milkeler Gutsherren begründet und erstmals 1353 als Obczow urkundlich erwähnt. Weitere verzeichnete Namensformen sind Oppetz (um 1400) und Opitz (1612). Die Grundherrschaft lag im 18. und 19. Jahrhundert beim hiesigen Rittergut.
Mit dem Wiener Kongress 1815 wurde die preußisch-sächsische Grenze neu verlegt und verlief von nun an direkt hinter dem westlichen Ortsausgang von Neu-Oppitz, wobei nur der angrenzende Wald zu Preußen, die nächstgelegene Ortschaft Johnsdorf jedoch bereits wieder zu Sachsen gehörte. 1834 wurde eine Schule errichtet, die 1872 abbrannte und durch eine neue ersetzt wurde. Zuvor waren die Oppitzer Kinder in Milkel eingeschult. Die Schule blieb bis 1939 und noch einmal zwischen 1946 und 1950 geöffnet.
Im Herbst 1844 trafen in Oppitz erstmals Handrij Zejler, der Begründer der modernen sorbischen Dichtung, und der Komponist Korla Awgust Kocor aufeinander. Aus der Begegnung im Oppitzer Gasthaus entwickelte sich eine jahrzehntelange fruchtbare Zusammenarbeit.
Bis zum 1. Januar 1994 war Oppitz eine eigenständige Landgemeinde mit dem Ortsteil Neu-Oppitz; dann wurde es nach Königswartha eingemeindet.

## Bevölkerung

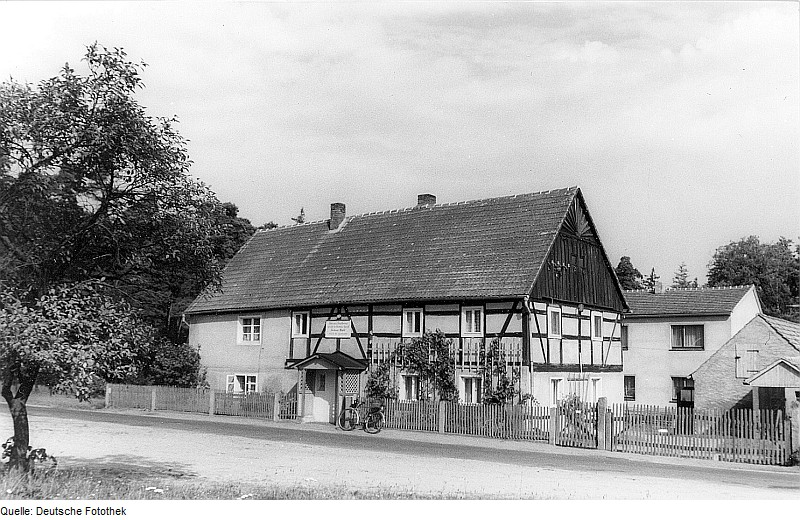
Das alte Oppitzer Gasthaus

Für seine Statistik über die sorbische Bevölkerung in der Oberlausitz ermittelte Arnošt Muka in den achtziger Jahren des 19. Jahrhunderts eine Bevölkerungszahl von 280 Einwohnern; darunter waren 251 Sorben (90 %) und 29 Deutsche. 1956 zählte Ernst Tschernik noch einen sorbischsprachigen Bevölkerungsanteil von 75 Prozent. Seither ist der Gebrauch des Sorbischen in Oppitz weiter zurückgegangen. 
Durch das 19. und die erste Hälfte des 20. Jahrhunderts hindurch stieg die Bevölkerungszahl langsam und stetig an, bis sie – bedingt durch zahlreiche Umsiedler – 1946 einen Höchststand von 385 erreichte. Seitdem ist sie wieder deutlich gesunken.
Die gläubigen Einwohner sind überwiegend evangelisch-lutherischer Konfession und seit jeher nach Milkel gepfarrt.